# Микеланджело да Караваджо
Караваджо пренасочва насам.  За града вижте Караваджо (град).
Микеланджело Меризи (или Америги) да Караваджо (на италиански: Caravaggio), наречен по името на град Караваджо (близо до Милано), е италиански художник. С въведената от него техника на драматично осветяване на отделни фигури на тъмен фон, съчетана с реалистично представяне на състоянието на човека (физическо и емоционално), той става един от основоположниците на бароковата живопис.
В големите композиции на Караваджо преобладава драматизмът, докато в малките, както и в портретите, се наблюдава спокойствие. Отхвърляйки традиционните за иконографията идеализирани образи, той избира за модели на своите апостоли и светци обикновени хора от народа. Възпроизвежда точно кожата, бръчките и материите на дрехите им.
Караваджо се обучава в Милано под ръководството на Симеоне Петерцано, който е учил при Тициан. В края на XVI век се премества в Рим, където по това време се строят много нови църкви и дворци и има нужда от художници, които да ги изпишат. По време на Контрареформацията Римокатолическата църква търси религиозно изкуство, чрез което да отговори на заплахите на Протестантството. С тази цел е създаден маниеризмът, който става водещо направление в културния живот, след като Ренесанса спира да отговаря на потребностите на обществото.
Новостта в творчеството на Караваджо се изразява в драстичния натурализъм, в който са комбинирани наблюдението на физическата среда и драматичното, дори театрално използване на светлосенки. Тази промяна от светлина към мрак със сравнително бърз преход става известна като Тенебризъм. Караваджо прави истински фурор, когато през 1600 г. представя „Мъченичеството на свети Матей“ и „Призоваването на свети Матей“ – първите му публични поръчки. След този момент никога не му липсват поръчки или патрони, но въпреки това той трудно се справя с успеха си. Няколко пъти е арестуван, вандалства в собствения си апартамент и в крайна сметка получава смъртна присъда от папата.
Една ранна публикация за него от 1604 г. описва начина му на живот през предходните три години. В нея се разказва как „след двуседмична работа се перчи около месец-два, носейки меч и следван от слуга, обикаляйки един след друг дворовете, готов да се сбие или скара, тъй че компанията му е изключително странна“. През 1606 г. Караваджо убива млад мъж след спор, след което напуска Рим с награда, обявена за главата му. Въвлечен е в спорове и в Малта през 1608 г. и в Неапол през 1609 г., което може би е умишлено сторено от неизвестни негови врагове. Последният инцидент го наранява сериозно. Година по-късно, на 38 години, той умира при мистериозни обстоятелства в Порто Еколе на път за Рим, където да иска опрощение. Говори се, че причината за смъртта му е треска.
Известен приживе, Караваджо е забравен почти веднага след смъртта си и едва през 20. век важността му за западното изкуство е преоткрита. Освен това, неговото влияние върху барока, който се заражда от руините на маниеризма е повече от решаващо. То се вижда пряко в творбите на Рубенс, Хосе де Рибера, Бернини и Рембранд. Художниците след неговото поколение са наречени Караваджисти и Тенебристи. Историкът Андре Берн казва за него: „Това, което започва с творбите на Караваджо е, най-просто казано, съвременната живопис.“.

## Биография

### Ранни години (1571 – 1592)
Микеланджело Меризи (или Америги) да Караваджо е роден в Милано, където баща му е домакински администратор и архитект-декоратор на маркиза на Караваджо – град близо до Бергамо. През 1576 г. семейството му се мести в Караваджо, за да избяга от чумата, върлуваща в Милано. Баща му умира в това градче през следващата година. Приема се, че художникът израства в Караваджо, но семейството му поддържа връзки с фамилиите Сфорца и Колона, които се обединяват чрез брак и ще играят важна роля в живота на художника.
Майката на Караваджо умира през 1584 г. – същата, през която той започва четиригодишното си обучение при художника Симоне Петерцано. Смята се, че художникът остава в района на Милано по време на обучението си, но е възможно да е посещавал Венеция и да е видял творбите на Тициан и Джорджоне (Федерико Цукари по-късно го обвинява, че имитира неговите картини). Освен това се запознава и със съкровищата на Милано, сред които леонардовата „Тайната вечеря“ и ломбардското изкуство – стил, ценящ простотата и вниманието към детайла (по-близък е до немския натурализъм, отколкото до стилизираната формалност и величественост на римския маниеризъм).

### Рим (1592/95 – 1600)
През 1592 г. Караваджо заминава за Рим, след „някакви спорове“ и нараняване на полицейски служител в Милано. Пристига в Рим „гол и в нужда... без подслон и средства за препитание... с малко пари.“ Няколко месеца по-късно работи като наемник при успешния художник Джузепе Чезари (любимият художник на папа Климент VIII), в чието ателие „рисува цветя и плодове“. Известни творби от този период са „Момче бели плод“ (най-ранната му картина, достигнала до нас), „Момче с кошница с плодове“ и „Младият Бакхус, болен“, за която се предполага, че е автопортрет, направен по време на възстановяване от сериозна болест, която слага край на работата му при Чезари. И трите са пример за точността във физическите особености, с която Караваджо ще стане известен.
Караваджо напуска Чезари, решен да проправя сам пътя си. Дотогава той е завързал няколко изключително важни приятелства: с художника Просперо Орси, архитекта Онорио Лонги и 16-годишния сицилиански художник Марио Минити. Орси, който е утвърден в професията, го запознава с влиятелни колекционери; Лонги го запознава със света на римските скандали, а Минити му служи за модел, а години по-късно ще помогне на Караваджо с важни поръчки в Сицилия.
„Гадателката“, първата му композиция с повече от една фигура, показва как Марио е мамен от циганка. Темата е нова за Рим и става изключително популярна през следващия повече от век. Това обаче е в бъдещето – след създаването си тя е продадена на практика за нищожна сума. „Картоиграчи“ – друго платно, показващо наивен знатен младеж да става жертва на измама с карти – е дори психологически по-сложна и вероятно е първия шедьовър на Караваджо. Също като „Циганката“ и тя е изключително популярна и са оцелели повече от 50 нейни копия. По-важното е, че тя привлича патрона кардинал Франческо Мария дел Монте. За дел Монте и неговия кръг ценители на изкуството Караваджо рисува голям брой малки стайни платна – „Музикантите“, „Лютнист“, подпийнал „Бакхус“ и алегоричната, но реалистична „Момче, ухапано от гущер“.
Реализмът се завръща с първите картини на Караваджо на религиозни теми. Първата от тях е „Каещата се Магдалена“, показваща Мария Магдалена, когато се отказва от живота на куртизантка и седи на пода, плачейки, с разпилени наоколо бижута. Следващите платна „Св. Екатерина Александрийска“, „Марта и Мария Магдалена“, „Юдит обезглавява Олоферн“, „Жертвоприношението на Исак“, „Св. Франциск от Асизи в екстаз“ и „Отдих на път за Египет“ са в същия стил. Тези картини, докато са били достъпни до сравнително ограничен кръг зрители, увеличават славата на Караваджо както сред ценителите на изкуството, така и сред артистите. Но истинското признание зависи от обществените поръчки, за които е необходимо художникът да се обърне към Църквата.
Вече е очевиден наситеният реализъм на картините, който прави Караваджо прочут. Той предпочита да рисува обектите си така, както ги вижда, с всичките им недостатъци и дефекти, вместо да ги идеализира. Това позволява виртуозният му талант да се прояви с пълен размах. Тази промяна на приетите стандартни практики и на класическия идеализъм на Микеланджело предизвиква доста полемики по това време. Прави впечатление не само реализмът му, но и липсата на дълги предварителни подготовки, които са традиционни в централна Италия в този период. Вместо това Караваджо предпочита венецианската практика на рисуване с маслените бои директно от модела. Тези черти се виждат във „Вечеря в Емаус“ (ок. 1600 – 1601).

### „Най-прочутият художник в Рим“ (1600 – 1606)
През 1599 г., вероятно под влиянието на дел Монте, Караваджо получава поръчка да изпише параклиса Контарели в базиликата „Сан Луиджи деи Франчези“. Двете творби, които той рисува, „Мъченичеството на свети Матей“ и „Призоваването на свети Матей“, моментално стават сензация. Тенебризмът на Караваджо осигурява висока драма на темите му, а високото ниво на реализъм издига емоционалната наситеност на ново ниво. Мненията сред художниците връстници на автора са разделени. Едни го отричат заради различни видими недостатъци, най-вече настояването му да рисува от живота, без предварителни рисунки, но повечето възхваляват новаторския му подход.
Караваджо си осигурява поток от престижни поръчки на религиозни платна, включващи насилие, гротескови обезглавявания, мъчения и смърт. Най-известна и най-майсторска в техническо отношение е „Залавянето на Христос“ (ок. 1602). През по-голямата част от времето, с всяка нова негова картина славата му нараства, но няколко са отхвърлени (поне в първоначалния им вариант) и трябвало да бъдат прерисувани или да им бъдат намерени нови купувачи. Проблемът се корени в това, че докато драматизмът на автора е високо ценен, неговият реализъм е смятан от някои за неприемливо вулгарен.
Неговата версия на „Свети Матей и Ангелът“ представя светеца като плешив селянин с мръсни крака, придружаван от леко облечен фамилиарничещ ангел-момче, е отхвърлена и е нарисувана втора версия – „Вдъхновението на свети Матей“. По подобен начин, „Обръщането на свети Павел“ е отхвърлено и е нарисувана друга версия на същата тема, „Обръщането по пътя за Дамаск“, която е приета. На втората хълбоците на коня на светеца заемат по-централно място от самия светец, което е причина за следния разговор между художника и представителите на „Санта Мария дел Пополо“: „Защо сте поставил коня в средата, а св. Павел на земята?“ „Защото!“ „Конят Господ ли е?“ „Не, но стои в Неговата светлина!“.
Сред останалите му творби са „Полагане в гроба“, „Богородица на поклонниците“, „Богородица с Младенеца и св. Анна“ и „Смъртта на Богородица“. Историята на последните две картини е показателна за приема, който получава творчеството на Караваджо и за времето, в което живее. „Богородица с Младенеца и св. Анна“, нарисувана за малък олтар в базиликата Свети Петър в Рим, остава там само два дни и е свалена. Секретарят на един кардинал пише: „В тази картина има единствено вулгарност, светотатство, нечестивост и погнуса... Човек би си помислил, че е творба на художник, който може да рисува добре, но е с тъмен дух и дълго е бил далеч от Господ, от Неговото обожание и от всяка добра мисъл...“. „Смъртта на Богородица“ е поръчана през 1601 г. от заможен юрист за частния параклис в новата кармелитска църква „Санта Мария дела Скала“ и е отхвърлена през 1606 г. Съвременникът на Караваджо Джулио Манчини пише, че е отхвърлена, защото авторът е използвал известна проститутка за модел на Богородица. Друг съвременник, Джовани Балионе, твърди, че причината са голите крака на Богородица.
Изследователят на Караваджо Джон Гаш предполага, че проблемът на Кармелитите е теологически, а не естетически – версията на Караваджо не съответства на доктрината за Успението на Богородица, съгласно която, Божията майка не умира в обикновения смисъл, а се възнася в Рая. Новата версия (от Карло Сарачени – един от най-способните последователи на Караваджо) показва Богородица не мъртва, както я е нарисувал Караваджо, а възнасяща се в небесата с ангелски хор. Във всеки случай отхвърлянето не означава, че Караваджо или картините му не са вече на мода. Скоро след свалянето си от църквата, „Смъртта на Богородица“ е закупена от дука на Мантуа (по съвет на Рубенс), а по-късно е придобита от английския крал Чарлз I, след което, през 1671 г., влиза във френската кралска колекция.
Едно светско платно от тези години, „Всепобеждаващата любов“ (1601 – 1602), е нарисувано за Винченцо Джустиниани, член на кръга на дел Монте. Моделът, вероятно Франческо Бонери, художник от периода 1610 – 1625, известен с името Чеко дел Караваджо, носи лък и стрели и стъпква символите на войнствените и миролюбивите изкуства и науки. Той е гол и е трудно да се приеме този ухилен хлапак като римския бог Купидон – също толкова трудно е да се приемат и другите полуоблечени младежи, които Караваджо представя като ангели в платната си. Фокусът обаче е върху наситения и все пак двусмислен реализъм на картината; това е едновременно Купидон и Чеко, както караваджовите богородици са едновременно майки на Христос и римските куртизантки, които му позират.

### Изгнание и смърт
Караваджо води бурен живот. Известен е с караниците си, дори на места и по време, когато те са общоприети, а ръкописа с досието му е дълъг няколко страници. На 29 май 1606 г., той убива, може би неумишлено, млад мъж на име Ранучио Томазони. Обстоятелствата около това събитие остават мистериозни. Някои източници свидетелстват, че е имало спор за дългове от хазарт и тенис мач и това обяснение се закоренява в общественото съзнание. От последните изследвания обаче става ясно, че това не е всичко. Дотогава патроните на Караваджо са успявали да му спестят последиците от неговите щуротии, но този път не могат да направят нищо. Художникът бяга в Неапол. Тук, вън от юрисдикцията на римските власти и защитаван от семейство Колона, най-известният художник в Рим става най-известният в Неапол. Връзките му с Колона му осигуряват важни църковни поръчки, включително „Богородица с броеницата“ и „Седемте милосърдни дела“.
Въпреки успеха си в Неапол, само след няколко месеца Караваджо заминава за Малта (главно седалище на Хоспиталиерите), като вероятно се надява, че патронажа на Алоф дьо Винякур, Велик магистър на ордена, може да му осигури помилване за убийството на Томазони. Дьо Винякур е толкова доволен да има известния артист като официален художник, че му дава рицарско звание, а ранният биограф Белори пише, че художникът е бил много доволен от този свой успех. Основни произведения от малтийския му период са „Обезглавяването на Свети Йоан Кръстител“ (единствената картина върху която слага подписа си), „Портрет на Алоф дьо Винякур и неговия паж“, както и портрети на други водещи рицари. Въпреки всичко в края на август 1608 г. той е арестуван и затворен. Обстоятелствата около този обрат са дискусионни, но последните изследвания разкриват, че той е резултат от нов спор, по време на който вратата на къща е разбита, а един рицар е сериозно наранен. Все пак художникът успява да избяга. До декември е изключен от ордена като „лош и покварен член“.
Караваджо заминава за Сицилия, където среща своя стар приятел Марио Минити, който е вече женен и живее в Сиракуза. Двамата тръгват на очертаващото се като триумфално турне от Сиракуза до Месина, а може би и до Палермо. В Сиракуза и Месина Караваджо продължава да печели престижни и добре платени поръчки. Сред картините му от тези години са „Погребението на св. Лучия“, „Възкресението на Лазар“, „Поклонението на влъхвите“. Стилът му продължава да се развива и сега се виждат фризове с фигури, изолирани на обширен празен фон. Учената Хелън Лангдън пише, че „Великолепните му сицилиански олтарни творби изолират своите сенчести и жално окаяни фигури на големи мрачни пространства; те подсказват за отчаяните страхове и крехкостта на човек, а в същото време предават, с нова самотна чувственост, красотата на смирените и покорните, които ще наследят земята“. Съвременните изследвания представят човек, чието поведение е изключително странно, спи въоръжен и с дрехи, къса картини при първата критика и се подиграва на местните художници.
След само девет месеца в Сицилия, Караваджо се завръща в Неапол. Според най-ранния си биограф, той е преследван от врагове в Сицилия и решава, че ще бъде в безопасност при Колона, докато не си осигури помилване от папата (вече Павел V). В Неапол той рисува „Отричането на св. Петър“, „Св. Йоан Кръстител“ и последната си картина „Мъченичеството на св. Урсула“. Стилът му продължава да се развива – св. Урсула е хваната в най-драматичния момент, когато стрелата на хунския крал я уцелва в гърдите, за разлика от ранните картини, които притежават неподвижността на позиращите модели. Четката е много по-свободна и импресионистична.
В Неапол е направен опит за покушението му, който оставя сериозни наранявания по лицето му. Той рисува собствената си глава в мадридската „Саломе с главата на св. Йоан Кръстител“ и изпраща картината на дьо Винякур като молба за прошка. Вероятно в този период рисува и „Давид с главата на Голиат“, на която младият Давид със странно тъжно изражение гледа отрязаната глава, която отново принадлежи на Караваджо. Тази картина вероятно е била изпратена на кардинал Сципионе Боргезе, племенник на папата, който може да осигури или попречи на помилването му.
През лятото на 1610 г. Караваджо поема с лодка на север, за да бъде помилван, което изглежда е гарантирано от римските му приятели. С него са три картини, дар за кардинал Сципионе. Случилото се след това все още е предмет на спорове. Фактите са, че на 28 юли анонимно писмо (avviso) от Рим до дука на Урбино съобщава, че Караваджо е мъртъв. Три дни по-късно друго писмо съобщава, че е починал от треска по пътя си за Рим. Поет, приятел на художника, впоследствие обявява, че датата на смъртта е 18 юли, а последните изследвания сочат, че това наистина е датата, а място е Порто Ерколе, Гросето, Тоскана. В Порто Еколе през 2010 г. са намерени човешки останки, за които се смята (след ДНК, въглеродно датиране и други тестове), че са на Караваджо.
Някои учени твърдят, че Караваджо е бил убит от същите врагове, които са го преследвали след напускането на Малта, вероятно дьо Винякур и/или фракции от Хоспиталиерите. Възможно е художникът да е починал от отравяне с олово. Кости с високи нива на олово са открити в гроб, който вероятно е на Караваджо. Боите използвани по това време са съдържали голямо количество оловни соли.

## Като художник

### Раждането на Барока
Караваджо „добавя сенките към светлосянката“. Техниката на светлосенките е използвана много преди той да се появи на сцената на художествения свят, но именно Караваджо я прави доминиращ стилистичен елемент като затъмнява сенките и облива темата с ослепителна светлина. С това се изостря наблюдението на физическата и психологическата реалност, които подготвят почвата за популярността на художника и за постоянните му проблеми с религиозните поръчки. Той работи изключително бързо, от позиращи модели, като прави основни елементи направо върху канавата с края на дръжката на четката; малка част от рисунките на Караваджо са оцелели, вероятно поради склонността му да рисува направо върху платното. Този подход е анатема за утвърдените художници по това време, които порицават отказа му да работи по рисунки и да идеализира моделите си. А моделите му са ключови за неговия реализъм. Някои са идентифицирани – Марио Минити се появява като самостоятелна фигура в много от ранните му платна и Франческо Бонери, който е изобразяван като ангел, свещеник и дявол в по-късните картини. Сред женските му модели са Филде Меландрони, Анна Бианки и Мадалена Антонети – известни проститутки, които позират за женските религиозни фигури, сред които на Богородица и различни светици. Караваджо е изобразил и самия себе си в няколко картини, а последният му автопортрет е на един от свидетелите в десния ъгъл в „Мъченичеството на св. Урсула“
Караваджо притежава отличителната способност да предава в една сцена с ненадмината яркост протичането на съдбоносен момент. „Вечеря в Емаус“ представя разпознаването на Христос от учениците му: преди момент е бил случаен пътник, скърбящ за загубата на Месията, а в следващия е самия Спасител. В „Призоваването на свети Матей“ ръката на светеца сочи към самия него, сякаш казва „Кой, аз?“, а погледът му, насочен към фигурата на Христос, вече е казал „Да, ще те следвам.“. С „Възкресението на Лазар“ Караваджо отива дори по-далеч и ни показва миг от физическия процес на възкръсването. Тялото на Лазар все още изпитва болките от вкочаняването, но ръката му, сочеща и разпознаваща тази на Христос, е жива. Други водещи барокови артисти ще изминат същия път, например Бернини, очаровани от темите на Овидиевите „Метаморфози“.

### Караваджисти
Основна статия: „Караваджисти“
Окачването на картините със св. Матей в параклиса Контарели има моментален ефект върху по-младите артисти в Рим и Караваджизмът става водещ модел за всеки амбициозен млад художник. Сред първите караваджисти са Орацио Джентилиски и Джовани Балионе. Караваджизмът на Балионе е кратък; по-късно Караваджо го обвинява в плагиатство и двамата започват дълга вражда. Впоследствие Балионе пише първата биография на Караваджо.
Следващото поколение караваджисти включва Карло Сарачени, Бартоломео Манфреди и Орацио Борджиани. Джентилески, въпреки че е много по-стар от останалите, е единственият от тези художници, който живее дълго време след 1620 г. и завършва кариерата си като придворен художник на английския крал Чарлз I. Неговата дъщеря, Артемизия Джентилески, също е близка до Караваджо и е един от най-надарените представители на това течение. Въпреки това, в Италия триумфира не караваджовото, а влиянието на Анибале Карачи, който смесва елементи от Зрелия ренесанс и Ломбардския реализъм.
Краткият престой на Караваджо в Неапол заражда школата на Неаполитанските караваджисти, сред които водещи са Батистело Карачоло и Карло Селито. На Караваджизмът тук слага край чумната епидемия от 1656 г., но испанската връзка се оказва решаваща за формирането на испанския клон на течението.
По думите на Белори, в началото на 17. век ученическа група от католически художници от Утрехт (Утрехтските караваджисти) пътува до Рим и е силно повлияна от творбите на Караваджо. При връщането си на север течението има кратък, но влиятелен разцвет през 20-те години, основни представители на който са Хендрик тер Брюген, Герит ван Хонтхорст, Андрис Бот и Дирк ван Бабюрен. В следващото поколение влиянието на Караваджо се забелязва, макар и намаляло, в картините на Рубенс (който купува една от картините му за двора на Мантуа и рисува копие на „Полагане в гроба“), Йоханес Вермер, Рембранд и Диего Веласкес, който вероятно се е запознал с творчеството му по време на пътуванията си до Италия.

### Упадък и възраждане на репутацията
Нововъведенията на Караваджо вдъхновяват Барока, но той взима драмата на светлосенките, без психологическия реализъм. Въпреки че повлиява пряко на споменатите по-горе художници, а също и на французите Жорж дьо ла Тур и Симон Вуе и испанеца Хосе де Рибера, след няколко десетилетия неговите картини започват да бъдат пренебрегвани. Барокът, за който Караваджо допринася толкова много, вече е еволюирал и модата се е променила. Вероятно друга от важните причини е, че той така и не създава свое ателие, както прави Карачи, и няма школа, която да разпространи неговите техники. Освен това, Караваджо не излага философския си подход към изкуството – психологическият му реализъм може да бъде извлечен единствено дедуктивно от оцелялото му творчество.
Затова репутацията му е силно уязвима на унищожителната критика на ранните му биографи Джовани Балионе и критикът Жан Пиетро Белори, който не го е познавал, но е бил под влиянието на Джовани Батиста Агучи и приятеля на Белори, Пусен, и предпочита класическата идеалистична традиция на Болонската школа на Карачи. Балионе има голяма заслуга за създаването на легендата за нестабилния на насилствен характер на Караваджо, както и за неспособността му да рисува с молив.
През 20-те години на 20. век критикът Роберто Лонги извежда името на Караваджо отново на преден план в европейската традиция: „Рибера, Вермер, ла Рур и Рембранд никога не биха съществували, ако не беше той. И изкуството на Дьолакроа, Курбе и Мане щеше да бъде напълно различно.“. Влиятелният Бернард Беренсон е съгласен: „С изключение на Микеланджело, нито един друг италиански художник не е оказал толкова голямо влияние“.

### Творчество
Само около 80 картини на Караваджо са оцелели, но някои загубени платна се откриват от време на време. Потвърдена е автентичността и е реставрирана „Призоваването на св. Петър и св. Андрей“, която е била в склада на двореца Хемптън корт и е смятана за копие. Ричард Франсис Бъртън пише за „рисунка на Св. Розарио (в музея на дука на Тоскана), показваща кръг от тридесет мъже“, която вероятно не е оцеляла. Отхвърлената версия на „Вдъхновението на свети Матей“ – „Свети Матей и Ангелът“, предназначена за параклиса Контарели, е унищожена при бомбардировките на Берлин, но съществуват черно-бели нейни репродукции. През юни 2011 г. е обявено, че е открита неизвестна картина на Караваджо на св. Августин от 1600 г., в частна колекция в Британия. Наречена „значимо откритие“, картината никога не е публикувана, но се смята, че е поръчана от Винченцо Джустиниани, един от римските патрони на художника.
През октомври 1969 г. двама крадци проникват в Ораторията на „Сан Лоренцо“ в Палермо, Италия и взимат „Рождество със св. Лоренцо и св. Франческо“. Експерти оценяват стойността ѝ на 20 милиона долара.

### Епитаф
Епитафът на Караваджо е съчинен от неговия приятел Марцио Милези. Той гласи: „Микеладжело Меризи, син на Фермо ди Караваджо – в рисуването равностоен не на художник, а на самата Природа – умря в Порто Еколе – на път от Неапол – завръщайки се в Рим – 15-ия ден на август – в година божия 1610 – Той живя тридесет и шест години, девет месеца и двадесет дни – Марцио Милези, юрисконсулт – посвети това на своя приятел, необикновен гений“.

## Творби
Виж „Списък с картини на Караваджо“